# Dejan Stankovic (piłkarz plażowy)
Dejan Stankovic (ur. 25 sierpnia 1985 w Belgradzie) – piłkarz plażowy grający na pozycji napastnika. Zdobył z reprezentacją Szwajcarii II miejsce na Mistrzostwach Świata. Indywidualnie dostał kilka nagród za najlepszego piłkarza turniejów europejskich oraz nagrodę najlepszego piłkarza MŚ 2009. Został także królem strzelców tego turnieju. Obecnie jest piłkarzem plażowym drużyny Magazzini Generali Catania.